# Еуфросина Кијевска
Еуфросина Мстиславна (укр. Єфросинія Мстиславівна, рус. Ефросинья Мстиславна; око 1130 — око 1193) је била угарска краљица, супруга Гезе II (1141—1162).

## Биографија
Еуфросина је била ћерка Мстислава I Кијевског и његове друге жене Љубаве. Еуфросина се 1146. године удала за Гезу II, угарског краља. Геза се оженио по савету Белоша, угарског палатина и сина српског жупана Уроша. Током владавине свога мужа, Еуфросина се није истицала у угарској политици, али је њен утицај ојачао по мужевљевој смрти (1162) када је имала велики утицај на свога сина, краља Стефана III. Стефан се за престо морао борити са својим стричевима, Ладиславом II и Стефаном IV. Еуфросина је активно учествовала у борбама. Успела је да убеди чешког краља Владислава II да јој пошаље војну помоћ због напада византијског цара Манојла I Комнина. Еуфросинин омиљени син био је најмлађи син Геза. Када је Стефан III умро 1172. године, она је планирала да Гезу постави на престо. Међутим, на власт је дошао Бела III, Манојлов кандидат. Крунисан је 13. јануара 1173. године. Бела је потом утамничио свога брата што је довело до тензија између краља и његове мајке Еуфросине. Геза се успео ослободити заробљеништва, вероватно уз мајчину помоћ, али је 1177. године поново ухапшен. Еуфросина је 1186. године поново покушала да ослободи свог најмлађег сина, али није успела. Бела је наредио да ухапсе Еуфросину. Држао ју је у тврђави у Браничеву. Еуфросина је пуштена на слободу, али је приморана да напусти Угарску и да се склони у Цариград. Одатле се преселила у Јерусалим где је као монахиња живела најпре у манастиру Хоспиталаца, а затим у манастиру Светог Саве Освећеног (Сен Сабас). Није позната година њене смрти.

### Потомство
Еуфросина се 1146. године удала за угарског краља Гезу са којим је имала осморо деце:
- Стефан III, угарски краљ
- Бела III, угарски краљ
- Елизабета, удата за чешког краља Фридриха
- Геза
- Арпад, умро млад
- Одола, удата за Свјатопулка Чешког
- Јелена, удата за Леополда V од Аустрије
- Маргарета, удата за византијског дуку Исака